# Roman Ciorogariu
Roman (Romulus) Ciorogariu (n. 6 decembrie 1852, Pecica, Imperiul Austriac – d. 21 ianuarie 1936, Oradea, România) a fost un episcop român, membru de onoare al Academiei Române și deputat în Marea Adunare Națională de la Alba Iulia, organismul legislativ reprezentativ al „tuturor românilor din Transilvania, Banat și Țara Ungurească”, cel care a adoptat hotărârea privind Unirea Transilvaniei cu România, la 1 decembrie 1918.:p. 102

## Biografie
S-a născut la data de 6 decembrie 1852, în comuna Pecica, jud. Arad. La botez a primit numele de Romul Nicolae.:p. 67

### Familia
Familia sa are origini din Ociu, o comună din ținutul Hălmagiului, de pe vremea când corevoluționarii lui Horea au fost aduși pe cale administrativă din munți și colonizați ca iobagi pe câmpia Aradului și Banatului. Bunicul său, Ioan Ciorogariu, s-a născut în Ociu, iar bunica sa era din familia Șiclovan de la Pecica, descendentă din familia Nicoară de la Giulia. Tatăl său, Dimitrie, proprietar mic în Pecica română, a fost pentru o perioadă îndelungată primar al acestei comune. :p. 67

### Educația
Cursurile ciclului primar le-a făcut la școala din comuna natală, unde l-a avut drept profesor pe Ioan Ardeleanu, iar cele ale ciclului secundar la liceele ungurești din Arad, Pojon (Bratislava și Hódmezővásárhely, aici dând și promovând și examenul de bacalaureat. În anul școlar 1873-1874 se înscrie la Academia de Drept din Oradea, petrece însă timpul mai mult în casa primpretorului David Nicoară din Aletea, ca institutor particular și cancelist.:p. 67
În toamna anului 1874 își începe serviciul militar și face stagiul de voluntar în faimosul regimentul românesc  de infanterie No. 50 din Alba-Iulia. În anul următor este primit ca student la Institutul teologic din Arad. După finalizarea cursurilor teologice la sfârșitul anului școlar 1876-1877, Consistoriul Diecezan din Arad îi oferă oportunitatea de a pleca în străinătate cu bursă pentru a se specializa ca profesor de teologie. :p. 67
S-a înscris la Universitatea din Lipsca (Leipzig), cu specializarea Pedagogie și Psihologie. Aici audiază cursurile de filosofie ale înemeietorul psiho-fizicei profesorului Wilhelm Wundt, ale lui reprezentantul pedagogiei herbartiane Moritz Wilhelm Drobisch, ale lui reprezentantul școalei protestante-ortodoxe Christoph Ernst Luthardt, și ale lui exeget și ebraist Franz Delitzsch. În anul următor studiază la Bonn Filosofia și Teologia.  Aici participă la cursurile profesorilor de filosofie Iurgen, Bonna și Mayer și ale profesorilor de teologie catolică veche Reusch, Langen și Knoth. :p. 68

### Activitatea sa până la Marea Unire
După finalizarea cursurilor universitare s-a întors la Arad. Acolo a fost instituit în scurt timp în serviciul Consistoriului Diecezan al Episcopiei Aradului, mai întâi ca practicant de birou, apoi, din 1880, ca arhivar. Tot în 1880 a fost numit și profesor suplinitor la Preparandia Română din Arad. În această perioadă a avut un conflict cu episcopul Ioan Mețianu, ceea ce a dus la demisia sa temporară în anul 1889. Ulterior, este rechemat tot de episcopul Ioan Mețianu în anul 1891 cu titlu definitiv. Însă este din nou suspendat de la plată de două ori de către guvernul maghiar. Prima suspendare are loc cu ocazia participării lui Roman Ciorogariu la Congresul Naționalităților din Budapesta din anul 1895, iar a doua oară împreună cu secretarul consistorial Vasile Goldiș, fiind acuzați de autoritățile maghiare de faptul că purtarea lor era împotriva intereselor statului. :p. 67
Pe lângă catedra de profesor la Teologie în 1900 Roman Ciorogariu este însărcinat de către episcopul Iosif Goldiș cu conducerea provizorie a secției școlare de la Consistoriul Eparhial. Tot în același an Adunarea Eparhială îl alege în funcția de consilier referent al acelei secții. Pentru bunele servicii aduse bisericii și școalei în această calitate, Adunarea Eparhială îi exprimă mulțumirea prin conclus din ședință. :p. 68

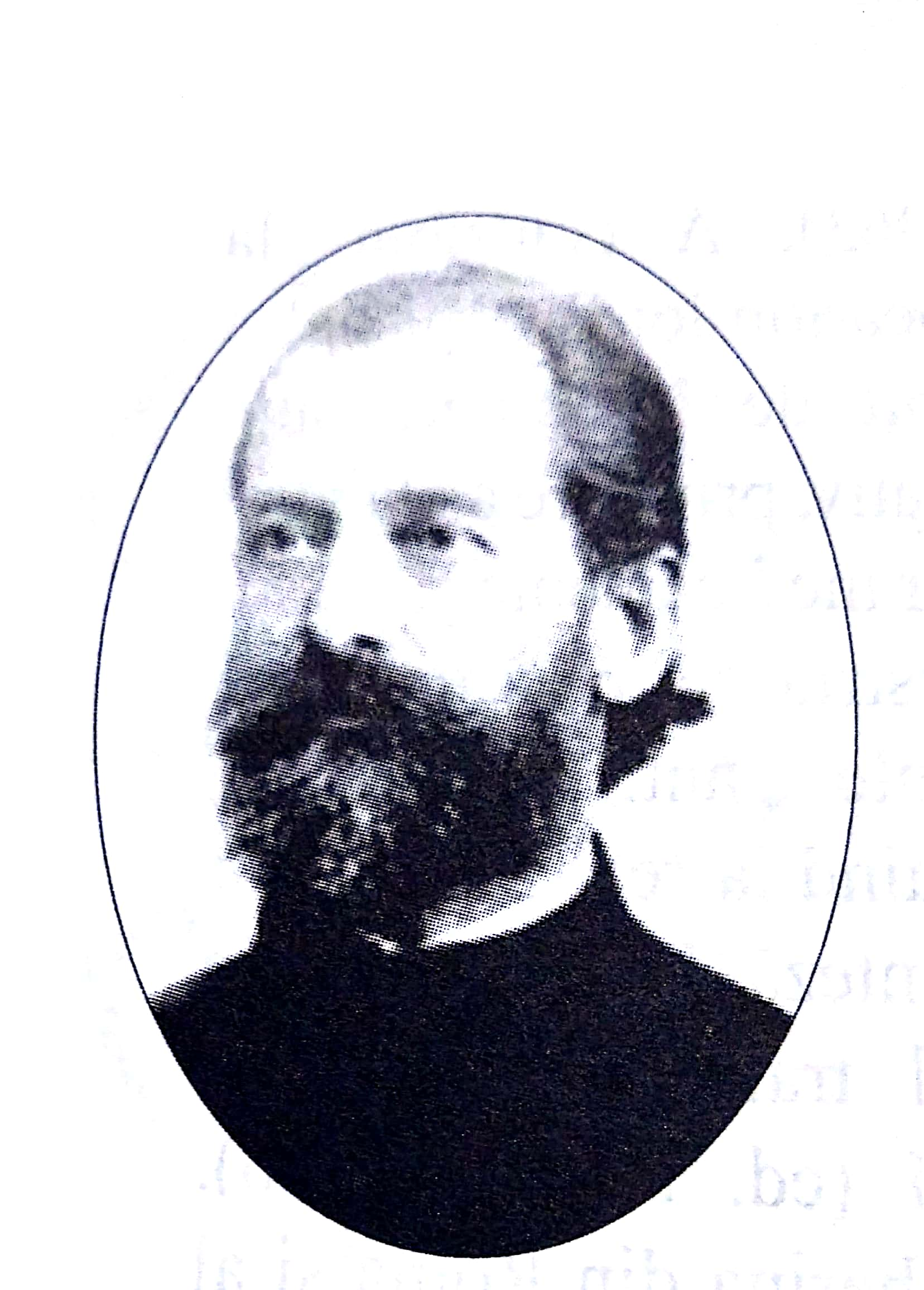
Roman Ciorogariu 1

De asemenea, s-a implicat și în multe activități de interes public. Spre exemplu, a participat la sprijinirea inițiativei episcopului Ioan Mețianu de a construi o clădire pentru Institutul Teologic Pedagogic al eparhiei din contribuțiilor parohiilor care făceau parte. Astfel, Roman Ciorogariu a reușit să strângă din comuna natală  1500 florini, în condițiile în care episcopul îi încredințase o listă de subscripție prin care să strângă cel puțin 500 de florini. Dat fiind succesul din Pecica, acesta se ocupă de colecte și în comunele Șiclău și Pil, unde reusește să strângă din fiecare câte 1 000 de florini. În urma tuturor colectelor, care luaseră avânt, episcopul a reușit să strângă 54 000 de florini față de 20 000, suma prevăzută de acesta inițial. S-ar reușindu-se astfel să se adune suficiente fonduri pentru construirea clădirii Institutului pedagogic-teologic din Arad. :p. 11
Din 1880 Roman Ciorogariu participă la lucrările „Asociației Naționale” din Arad, ca notar membru în direcțiune și, din 1909, ca vice-președinte. De asemenea, ajunge membru activ în toate corporațiunile bisericești: în Sinod și Consistoriul eparhial, ulterior în Consistoriul Mitropolitan și Congresul Național Bisericesc, în Delegațiunea Congresuală pentru despărțirea ierarhică, în Comitetul Fundației Elena Ghiba Birta, în Comisia pentru examinarea candidaților la preoție și încă alte câteva funcții onorifice din partea Consistoriului Eparhial și a episcopului diecezan.:p. 69
În anul 1900 intră în cinul monahal. La tunderea monahală din 10 martie, care s-a oficiat în Mănăstirea Hodoș-Bodrog de către Augustin Hamza, arhimandritul stareț al acesteia, primește numele Roman. La scurt timp este hirotonit ierodiacon, iar în Duminica Tomei din 1901 ieromonah. :p. 11
Tot în anul 1901 este investit în funcția de director al Institutului Pedagogic-Teologic din Arad, în locul arhimandritului Augustin Hamza, care se retrage la Mănăstirea Hodoș-Bodrog ca egumen. Rămâne în postul de profesor și director al Institutului Pedagogic-Teologic până în 1916. Drept recunoaștere pentru activitatea sa, este distins de către episcopul Ioan Papp în anul 1903 cu brâu roșu și în 1904, cu ocazia sfințirii bisericii din Șimand, este înaintat la demnitatea de protosincel.:p. 70
Tot în perioada cât a stat la Arad s-a implicat în mișcările naționale-politice, bisericești și culturale. A colaborat activ la ziarul Tribuna din Sibiu, a întemeiat și sprijinit alături de Vasile Mangra și Russu Șirianu, Nicolae Oncu, Aurel Suciu și M. Velici Tribuna poporului, mai apoi devenită Tribuna. Din 1 ianuarie 1900 și până la 1 octombrie 1917 s-a ocupat de redactarea organului oficial al eparhiei Arad, Biserica și Școala, prin care dorea să continue educația elevilor săi din Seminarul Teologic, ajunși acum preoți. :p. 70
În anul 1917 a fost ales cu unanimitate de către Adunarea Eparhială în funcția de vicar episcopesc la Oradea. Guvernul Tisza a refuzat însă să aprobe cererea din cauză că a fost singurul dintre demnitarii bisericești greco-catolici și ortodocși care nu a iscălit protestul plănuit de guvernul maghiar împotriva încorporării Transilvaniei în granițele României. În cele din urmă este admis pe poziție interimară de către contele Aponyi în data de 3 octombrie 1917, sub rezerva revenirii la definitivare după limpezirea punctului autonomic al bisericii. :p. 11
Pe parcursul anilor 1917-1919 întreține o atmosferă de propagandă pro-românească în Bihor. După izbucnirea revoluției din 1919, este ridicat din propria casă de o patrulă de soldați secui și condamnat la moarte, însă scapă nevătămat. :p. 11

### Activitatea episcopală
Roman Ciorogariu a ajuns în fruntea conducerii Eparhiei de Oradea în 1917, ca vicar episcopesc. Eparhia din Oradea nu mai avusese un episcop încă de la moartea lui Efrem Veniamin în 1695. Aceasta s-a aflat până în secolul al XX-lea sub egida episcopilor de la Arad, ea fiind condusă de către un consistoriu eparhial, al cărui președinte era vicarul episcopesc. Astfel, dată fiind îndelungata absență a unui episcop, ajuns în funcția de vicar, Roman Ciorogariu a luptat de pe această poziție în primul rând pentru restaurarea episcopiei de Oradea. Astfel, chiar cu ocazia sosirii perechii regale în Oradea, în mai 1919, obține promisiunea regelui Ferdinand I în această privință. Acțiunea se concretizează la scurt timp prin decretarea de către Parlament a înființării acesteia. Cel dintâi Sinod Eparhial al noii episcopii s-a întrunit la 16 octombrie 1920, în cadrul acesteia Roman Ciorogariu fiind ales în unanimitate în funcția de Episcop al Oradiei. În același an este ridicat și la rangul de arhimandrit, însă din cauza unui atentat la Senat, ceremonia este amânată. În cadrul acestui atentat este rănit la mâna dreaptă. :p. 70
Hirotonisirea ca arhiereu-episcop are loc în cele din urmă pe 26 martie 1921, în capela Mitropoliei din București. La 29 martie 1921 primește investitura din mâinile regelui Ferdinand I, iar în 2 octombrie același an este instalat în scaunul episcopal.:p. 70-71

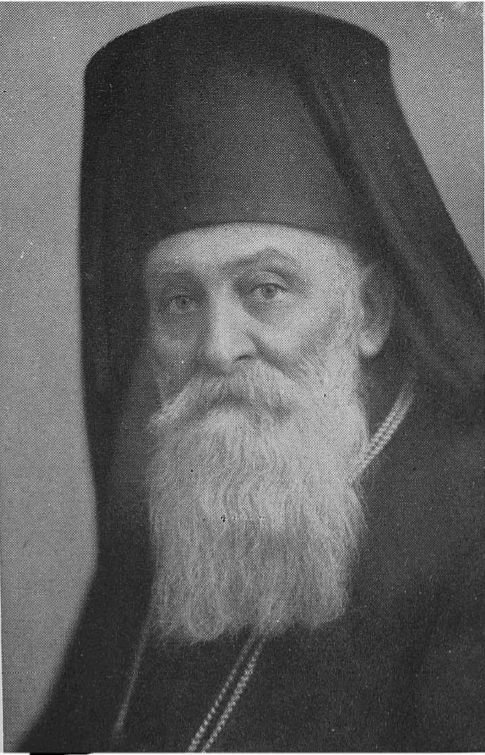
Episcopul roman ciorogariu

Tot în 1921 a fost numit membru de onoare al Academiei Române.  :p. 224
Roman Ciorogariu s-a implicat activ în reorganizarea noii episcopii, aducându-și drept colaboratori oameni cunoscuți din școală și din viața bisericească. În februarie 1931, cu ajutor din partea Statului, cumpără actualul palat episcopesc și imediat după promulgarea legii pentru reforma agrară, intervine personal pentru împroprietărirea episcopiei și a tuturor parohiilor din eparhie. :p. 18-19
În 1923 a militat pentru înființarea Academiei Teologice Ortodoxe orădene pe lângă prim-ministrul I. I. C. Brătianu, dat fiind faptul că în Oradea nu existau decât insituții de învățământ superior dedicate studiului teologiei romano-catolice și greco-catolice. A reușit în cele din urmă să pună bazele acesteia, obținând totodată și un local propriu pentru aceasta, dat fiind faptul că inițial aceasta funcționase în clădirea Academiei de Drept.  În 6 decembrie 1924 inaugurează și Internatul Teologic.:p. 28
Pe lângă episcopie, academie și internat, a mai înființat și sprijinit diverse instituții, așezăminte de cultură, fonduri și asociații, precum: 
- o școală de cântăreți bisericești/cantori, înființată între 1920-1930 [9] :p. 28
- Muzeul Eparhial, în 1921[10]
- Societatea religioasă „Altarul” pentru femei, în 1925[10]
- o tipografie dieceziană în 1925, unde avea să fie tipărit și organul oficial al Episcopiei Oradiei, Legea Românească [9] :p. 29
- Mănăstirea Izbuc, ridicată la marginea satului Călugări, sființită de către arhiereul Andrei Magieru la 15 august 1932 sub hramul  Adormirii Maicii Domnului (Roman Ciorogariu nu a putut fi prezent la ceremonia de sființire din cauza vârstei înaintate, după spusele  arhiereului Andrei Magieru)[9] :p. 28
- Fundația Jubiliară Episcopul Roman Ciorogariu, destinată ajutorării văduvelor și orfanilor de preoți, precum și preoții bolnavi, înființată la 6 decembrie 1927 din suma (de 250 mii de lei) primită cu ocazia zilei sale de naștere din partea eparhiei, pe care o completează cu încă 50 mii lei din propriile fonduri etc.[10] [9] :p. 29-30

A fost membru al unor instituții prestigioase:
- membru de onoare al Academiei Române, numit în iunie 1921 la propunerea lui Ioan Lupaș [9] :p. 43
- membru de onoare al Institutului de Geografie Regal [9] :p. 43
- membru de onoare al Societății Academice „România Jună”[9] :p. 43
- membru de onoare al Societății Studențești a Scriitorilor României [9] :p. 43
- membru de onoare al Societății Studențești „Academia Ortodoxă” de la Facultatea de Teologie din Cernăuți [9] :p. 43
- gradul de „Ofițer al Academiei Franceze”, pentru răspândirea culturii franceze [9]:p. 43

### Sfârșitul vieții

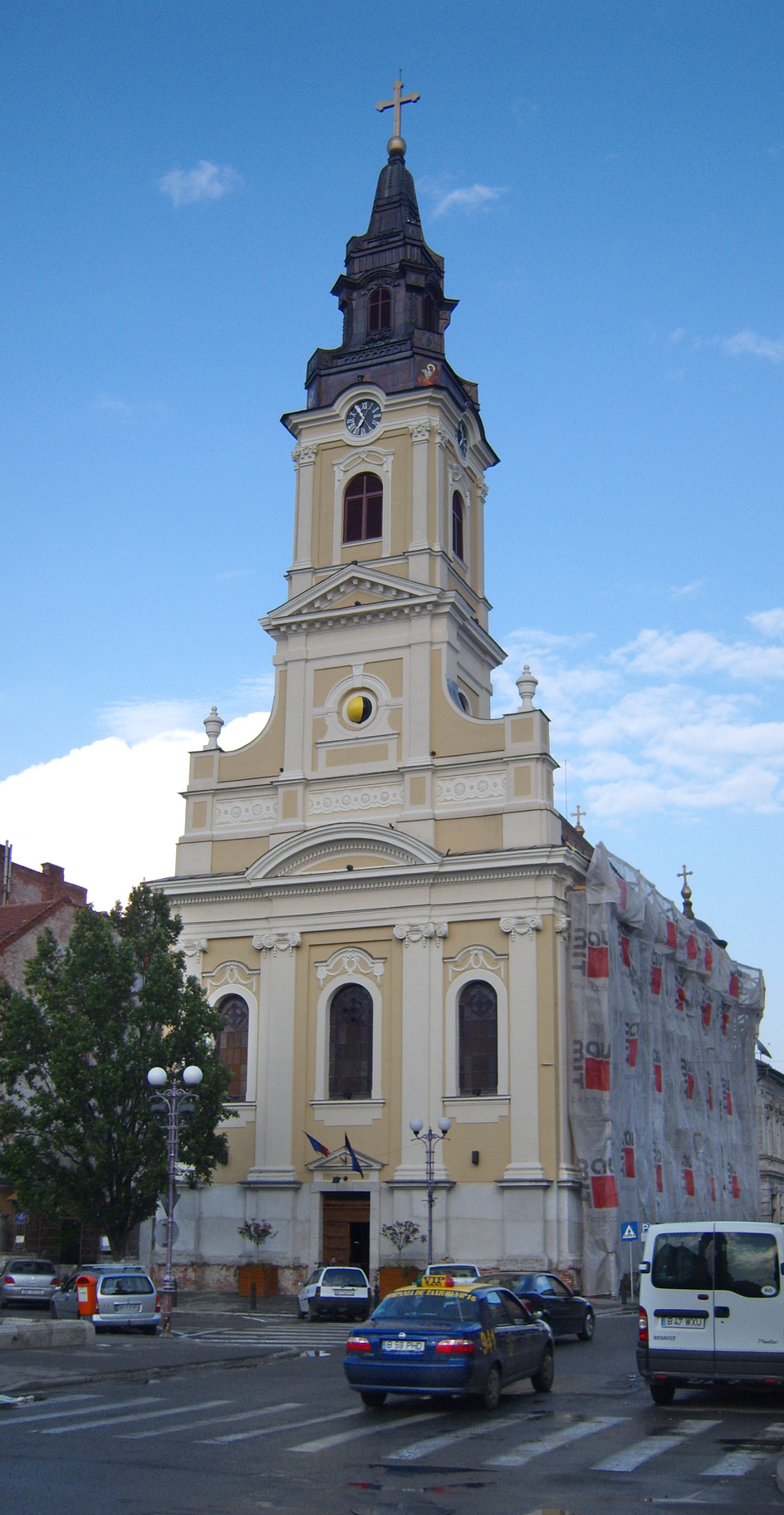
Biserica cu Lună

Se stinge din viață pe 21 ianuarie 1936 din cauza că era bătrân și bolnav, trupul său fiind depus în firida cavoului din naosul Bisericii cu Lună din Oradea. Înainte de a muri însă a dat câteva dispoziții de înmormântare cu privire la punerea în sicriu și îmbălsămarea sa:
„1. Să fiu înmormântat în odăjdii albe arhierești, inclusiv mitra.
2. Stiharul de pânză alb confecționat de sora mea.
3. Epigonatul de brocat cu iconița brodată a Maicii Domnului.
4. Crucea de lemn adusă de la Ierusalim.
5. Evanghelia mea legată în piele roșie, care se află în capelă.
6. Metaniile negre de la Ierusalim.
7. Liturghierul meu din capelă.
8 Encolpiul de scoică pictat.
9. Basorelieful de Agnes Pastor.
10. Un exemplar din Zile trăite.
11. Biografia scrisă cu mâna.
12. Acoperământ alb pe față.

13. Până la prohodul ce se va face în biserica catedrală, voi fi privegheat în Capelă, după rânduială”. :p. 21-22
Înmormântarea are loc pe data de 23 ianuarie 1936, la aceasta participând numeroase personalități: mitropolitul Nicolae al Ardealului, Episcopul Vasile al Caransebeșului, Episcopul Andrei al Aradului, arhimandriți, protopopi, profesori de la Academiile Teologice din Sibiu, Arad, Caransebeș, Oradea, consilieri eparhiali, preoți din parohie, prefectul județului Bihor, I. P. Băncilă, primarul municipiului Oradea, Vasile Bledea, deputatul Nerva Cosma, precum și reprezentantul regelui Carol al II-lea, maiorul Teofil Sidorovici și Avram Imbroane, reprezentantul guvernului și Secretar de Stat de la Ministerul Cultelor. Serviciul religios de înmormântare a fost oficiat de înalte fețe bisericești în sobor de preoți în frunte cu mitropolitul Nicolae Bălan de la Sibiu. :p. 43

## Activitatea scriitoricească
Mai întâi a colaborat în calitate de corespondent extern pentru Tribuna din Sibiu, de la apariția ei, în anul 1884, până la încetarea activității sale, în anul 1903. După sistarea activității aceteia, a întemeiat împreună cu Vasile Mangra bisăptămânalul Tribuna Poporului din Arad, sub direcția lui Russu Șirianu. Ulterior, aceasta își ia denumirea de Tribuna din Arad, în jurul căreia s-a grupat gruparea condusă de Octavian Goga. Despre activitatea sa tribunistă vorbește într-o publicație din 1911, intitulată Spre prăpastie, și în Tribuna și Tribuniștii, publicată în 1935.:p. 72-73
Din 1900 până în 1917 a redactat revista teologică-pedagogică Biserica și Școala din Arad. În 1919, în timpul revoluției, înființează împreună cu Gheorghe Tulbure Tribuna poporului din Oradea, în care scrie diverse articole contra comuniștilor care vreau să pună stăpânire pe Budapesta. Pentru propaganda sa anticomunistă este internat și apoi surghiunit. Este eliberat de armata română la 20 aprilie 1919.:p. 73
În 1924 înființează  revista culturală Legea Românească din Oradea. Doi ani mai târziu, în 1926, tipărește Zile trăite, care cuprinde memoriile sale împărțite pe patru mari capitole: „Războiul mondial”, „Revoluția”, „Sub imperiul român” și „Pagini din război și pace”.  În 1931 publică o broșură pe care o pregătise de mai mult timp despre revoluția lui Horea și Cloșca. De asemenea, a realizat numeroase pastorale și a ținut diverse discursuri către diferite personalități. :p. 73 A mai colaborat și la revista Cele Trei Crișuri, la Anuarele Institutului Teologic-Pedagogic din Arad în perioada cât a fost director , la Speranța-Lumina-Biserica și Școala-Tribuna’’.  :p. 224

## Activitatea politică
Înainte de 1918 a fost membru al Partidului Național Român. Odată cu constituirea Consiliului Național din Bihor sub președinția lui Aurel Lazăr, Roman Ciorogariu este numit în funcția de vicepreședinte. De asemenea, tot în această perioadă a fost și membru al Comitetului executiv al Partidului Național Român. :p. 20
La 1 decembrie 1918 participă la Marea Adunare Națională de la Alba Iulia în calitate de delegat al Vicariatului Ortodox Român de Oradea:p. 102 și este ale în Marele Sfat al Națiunii, ce reprezenta parlamentul ardelenesc până la constituirea parlamentului României Mari.  :p. 20
În primul parlament al României Mari a reprezentat în calitate de senator ales în circumscripția Aleșd din Bihor. Ulterior, a primit calitatea de senator de drept, prin alegerea și înaintarea la funcția de episcop. La 15 martie 1923 ține primul discurs cu privire la dezbaterile asupra Constituției. În 18 noiembrie 1923 participă la discuția Mesajului Regal, unde aduce în dezbatere politica de stat a României, cazuistica în politică, democrația, centralizarea și decentralizarea. La 10 iunie 1924 participă la dezbaterile pentru legea învățământului primar. La 31 octombrie 1927 ține un discurs de dimensiuni ample despre marea criză morală, pentru care a fost foarte apreciat de presă. Un ultim discurs îl are în data de 17 martie 1928, la începutul dezbaterilor despre legea cultelor.:p. 74

## Recunoaștere
A fost distins cu:
- „Coroana României, Marea cruce cu cordon”, decorații oferite de regele Ferdinand I[9] :p. 42
- „Răsplata Muncii pentru Biserică, clasa I”, înaintată la Oradea de Alexandru Lepădatu, Ministrul Cultelor [9]:p. 42
- „Ferdinand I – în grad de mare ofițer” [9] :p. 42
- „Cavaler al Însemnului Onorific pentru Merit” [9]:p. 42
- Medalia Jubiliară „Carol I” [9] :p. 42
- Comandor al „Vulturului Românesc” [9]:p. 42
- „Steaua României”, înaintată de către Mareșalul Curții Regale la 5 ianuarie 1936 [9]:p. 43